# Trehörningsgöl (Vislanda socken, Småland)
Trehörningsgöl är en sjö i Alvesta kommun i Småland och ingår i Helge ås huvudavrinningsområde. Sjöns area är 0,045 kvadratkilometer och den befinner sig 167,8 meter över havet.